# وودمور (کلرادو)
وودمور (به انگلیسی: Woodmoor) یک منطقهٔ مسکونی در ایالات متحده آمریکا است که در شهرستان ال پاسو، کلرادو واقع شده‌است. وودمور ۱۶٫۵ کیلومتر مربع مساحت و ۸٬۷۴۱ نفر جمعیت دارد و ۲٬۲۰۸ متر بالاتر از سطح دریا واقع شده‌است.